# Speccy
Speccy is een freewareprogramma, dat door Piriform is ontwikkeld en dat informatie over de computer verzamelt waarop het draait. Het programma werkt onder 32 en 64 bitversies van Windows. Er is ook een portable versie, voor USB, beschikbaar, wat wil zeggen dat het programma alleen moet worden uitgepakt en geen installatie vereist.

## Functies
Speccy onderzoekt de volgende onderdelen en vermeldt deze vervolgens in een overzicht:
- besturingssysteem: de versie van Windows en geïnstalleerde service pack, de lijst van geïnstalleerde updates op het besturingssysteem en de actieve taken,
- microprocessor: de kloksnelheid en de temperatuur van de processor, eventueel van aanwezige processorkernen individueel, beide grafisch weer te geven,
- moederbord: fabrikant, modelnummer, architectuur, temperatuur,
- werkgeheugen: gegevens over grootte, fysiek gebruik en fysieke bezetting,
- harde schijf of solid state drive: model, bezetting, gebruiksduur en partitionering van de harde schijf, status, temperatuur, ook grafisch,
- videokaart,
- randapparaten,
- geluidskaart,
- de aanwezigheid van een firewall en van antivirussoftware,
- versie-aanduidingen van Java en Internet Explorer,
- tijdsgegevens zoals de datumnotatie en het tijdstempel,
- netwerk.

Behalve het bekijken van gegevens op het systeem heeft het programma de mogelijkheid om verzamelde gegevens op te slaan in de vorm van een tekstbestand of een XML-bestand. De gegevens kunnen ook worden geprint.

## Alternatieven
- System Information for Windows